# 悪霊につかれて口のきけない人をキリストがいやす

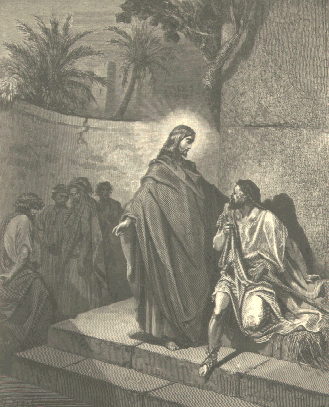
マタイ9:32-34　キリストによる唖者のいやし Christ exorcises a mute,ギュスターブ・ドレ画 1865年

悪霊につかれて口のきけない人をキリストがいやすは、新約マタイ9章32-34節に書かれているイエス・キリストによる奇蹟。
聖書には、人々が悪鬼につかれた唖者をイエスのもとにつれてくると、悪霊が追い出されて口のきけない人が話せるようになったので、群衆は驚いて「このようなことは未だイスラエルの中にあらわれたことがない」と言ったが、パリサイ派は「かれは悪鬼のかしらによって悪鬼を追い出している」と言ったと書かれてある。